# Rușii-Mănăstioara, Suceava
Rușii-Mănăstioara (denumire populară Rus, germană Russ Manastiora) este un sat în comuna Udești din județul Suceava, Bucovina, România.

## Recensământul din 1930
Componența etnică a satului Rușii-Mănăstioara
     Români (98,9%)
     Germani (0,5%)
     Evrei (0,6%)
Componența confesională a satului Rușii-Mănăstioara
     Ortodocși (88,9%)
     Romano-catolici (0,6%)
     Mozaici (0,6%)
     Altă religie (9,9%)
Conform recensământului efectuat în 1930, populația satului Rușii-Mănăstioara se ridica la 1010 locuitori. Majoritatea locuitorilor erau români (98,9%), cu o minoritate de germani (0,5%) și una de evrei (0,6%). Din punct de vedere confesional, majoritatea locuitorilor erau ortodocși (88,9%), dar existau și romano-catolici (0,6%), mozaici (0,6%). Alte persoane au declarat: adventiști (2 persoane), alte religii (97 de persoane).
 Acest articol despre o localitate din județul Suceava este deocamdată un ciot. Puteți ajuta Wikipedia prin completarea lui.